# Sybra praeusta
Sybra praeusta är en skalbaggsart som först beskrevs av Francis Polkinghorne Pascoe 1859.  Sybra praeusta ingår i släktet Sybra och familjen långhorningar.
Artens utbredningsområde är Sri Lanka. Inga underarter finns listade i Catalogue of Life.